# Jean-Claude Flamen d'Assigny
Pour les articles homonymes, voir Flamen et Assigny.
Jean-Claude Flamen d'Assigny, né en 1741 à Nevers où il est mort le 25 juillet 1827, est un homme politique et agronome français. Il est le beau-frère du général d'Empire Jean Barthélemot de Sorbier. 

## Biographie
Fils d'un maître en la Chambre des comptes et du Conseil du duc de Nevers, Jean-Claude Flamen d'Assigny fait des études de droit pour devenir avocat au Parlement de Paris. Après un voyage en Angleterre, dont il revient anglophile, il achète en 1778 une charge de conseiller-auditeur à la Chambre des comptes de Paris. Il réside tantôt dans cette ville, rue de l'Observance, tantôt à Nevers. Il épouse Angélique Agnès Barthélémot Sorbier, dont il a trois enfants. Les armes de la famille Flamen d'Assigny sont d'azur, à deux lions rampants d'or.
Le 5 juillet 1784, il achète à Charles-François Laurès la seigneurie et le château de Sury, avec les fermes qui en dépendaient, la propriété de la Motte à Saint-Sulpice. Il est également seigneur de la Forêt des Chaumes.
Dans ce domaine, il se livre à des essais agronomiques. Il fait partie des premiers éleveurs français à avoir introduit le mouton mérinos. Avec fierté, il se considère comme le seul propriétaire des environs à exploiter directement ses terres, soit plus de 100 hectares en terres labourables et en pâtures, sans les mettre en fermage. En 1804, il publie ses pensées agronomiques dans De l'agriculture considérée dans ses rapports avec l'économie politique. Par ailleurs, il a laissé des manuscrits sur l'agriculture dans la région des Amognes au début du XIXe siècle.
Le 6 mars 1790, il est nommé commissaire pour la formation du département de la Nièvre, nouvellement créé, aux côtés de François de Forestier et de Philippe François Le Bourgoing (le frère de Jean-François de Bourgoing). En 1791, il refuse d'être élu maire de Nevers, mais accepte de siéger au bureau de conciliation de la ville. Mais en 1793, le représentant en mission, Fouché, le nomme maire de Nevers. Il écrit ce jour-là dans son livre de raison : « Je sentis la moitié de mes cheveux se dessécher et blanchir sur ma tête. Nevers était sans pain, les campagnes sans pain affamaient encore plus la ville, toute la France était en dissolution, les bandes révolutionnaires couraient le département, pillaient partout, arrêtaient partout, avilissaient tout, les comités révolutionnaires proclament les tables de proscriptions et faisaient couler le sang, tout était en armes, tout était détruit. La révolution qui aurait dû réformer la France et lui assurer des siècles de prospérité et de respect de la part des Nations était corrompue, détournée à jamais de son véritable but ». Il le restera néanmoins jusqu'en germinal an III (avril 1795).
Plus tard, en 1804, il sera maire de Saint-Jean-aux-Amognes. Enfin, de 1809 à 1819, il siège au conseil général de la Nièvre, qu'il présidera par deux fois.

## Publications
- De l'Agriculture considérée dans ses rapports avec l'économie politique, d'oû l'on déduit la nécessité d'établir des fermes expérimentales pour fonder l'art agricole, discours qui devait concourir pour le prix proposé sur la même question par la société d'agriculture de S***, Paris : Impr. de Clousier, 1804 (fructidor an XII), in-4°, 38 p.
- Il semble qu'on puisse lui attribuer la Promenade au Mont-Blanc et autour du lac de Genève, publiée à Londres en 1790 sous le nom de Vernes[10].